# Lynn Ahrens
Lynn Ahrens (* 1. Oktober 1948 in New York City) ist eine US-amerikanische Musicalautorin und Liedtexterin.

## Leben und Wirken
Ahrens arbeitet häufig mit Stephen Flaherty zusammen und die beiden sind bekannt geworden durch das Stück Once on This Island, das für acht Tony Awards nominiert wurde, und durch Ragtime, welches für elf Tony Awards nominiert wurde und den Best Original Score gewann. Sie arbeiteten auch zusammen an den Liedern zu dem Film Anastasia. Lynn Ahrens wurde außerdem in den späten 1970er und frühen 1980er Jahren populär durch ihre musikalischen Arbeiten zu der Zeichentrickserie Schoolhouse Rock und den PSA´s auf ABC und Captain Kangaroo auf CBS.
Sie ist Absolventin der Syracuse University. Sie lernte Stephen Flaherty 1982 in einem BMI-Workshop kennen und begann 1983, mit ihm zusammenzuarbeiten.

## Musicals
- Lucky Stiff (1988), deutsche Fassung von Wolfgang Adenberg: Lucky Stiff – Tot aber glücklich
- Once on This Island (1990)
- My Favorite Year (1992)
- A Christmas Carol (1994) welches unter gleichem Namen (2004) als TV-Film umgesetzt wurde
- Ragtime (1998)
- Seussical the Musical (2000)
- A Man of No Importance (2002)
- Dessa Rose (2005)
- The Glorious Ones (2007), deutsche Fassung von Roman Hinze: Die Glorreichen
- Rocky (2012)
- Anastasia (2016)